# Cis crenatus
Cis crenatus es una especie de coleóptero de la familia Ciidae.

## Distribución geográfica
Habita en Finlandia.